# Bazzite
La bazzite (simbolo IMA: Bz) è un minerale e un raro ciclosilicato del gruppo del berillo con composizione Be3(Sc,Fe3+,Mg)2Si6O18·Na0,32·nH2O ed è quindi chimicamente un ciclosilicato di berillio contenente acqua. Gli elementi scandio, alluminio e ferro specificati nelle parentesi tonde possono sostituirsi l'uno all'altro nella formula, ma sono sempre nella stessa proporzione con gli altri componenti del minerale. La bazzite è anche l'analogo dello scandio del berillo.

## Etimologia e storia
La bazzite fu scoperta per la prima volta nella "miniera di Seula" sul Monte Camoscio nei pressi di Baveno (provincia del Verbano-Cusio-Ossola, in Piemonte) e descritta nel 1915 da E. Artini, che chiamò il minerale in onore del suo scopritore, Alessandro Eugenio Bazzi (1862-1929).

## Classificazione
Già nell'ormai obsoleta, ma ancora in uso, 8ª edizione della sistematica minerale secondo Strunz, la bazzite apparteneva alla classe dei minerali dei "silicati e germanati" e lì alla sottoclasse dei "ciclosilicati", dove formava un gruppo indipendente insieme a berillo, cordierite, indialite, pezzottaite, sekaninaite e stoppaniite.
La 9ª edizione della sistematica minerale di Strunz, valida dal 2001 e utilizzata dall'Associazione Mineralogica Internazionale (IMA), classifica la bazzite nella classe "9. Silicati (germanati)" e lì nella sottoclasse "9.C Ciclosilicati". Tuttavia, questa è ulteriormente suddivisa in base al tipo di formazione dell'anello, in modo che il minerale possa essere trovato nella suddivisione "9.CJ [Si6O18]12- anelli singoli con 6 membri (sei anelli singoli), senza anioni complessi isolati", dove è elencato insieme a berillo, indialite, pezzottaite e stoppaniite, con le quali forma il "gruppo del berillo" con il sistema nº 9.CJ.05.
Anche la sistematica dei minerali secondo Dana, che viene utilizzata principalmente nel mondo anglosassone, classifica la bazzite nella classe dei "silicati e germanati" e da lì nella già più finemente suddivisa sottoclasse dei "ciclosilicati: anelli a sei punte". Qui è anche membro del "gruppo del berillo" con il sistema nº 61.01.01 insieme agli altri minerali: berillo, indialite, stoppaniite e pezzottaite all'interno della suddivisione dei "Ciclosilicati: Anelli a sei membri con anelli Si6O18; possibile (OH) e sostituzione di Al".

## Abito cristallino
La bazzite cristallizza nel sistema esagonale nel gruppo spaziale P6/mcc (gruppo nº 192) con i parametri del reticolo a = 9,51 Å e c = 9,11 Å oltre a due unità di formula per cella unitaria.

## Origine e giacitura
La bazzite si forma da processi idrotermali in pegmatiti contenenti scandio e fratture miarolitiche nel granito. I minerali associati includono albite, bavenite, berillo, calcite, clorite, fluorite, ematite, laumontite, muscovite, ortoclasio e quarzo.
A partire dal 2011, la bazzite è stata rilevata come una rara formazione minerale solo in pochi siti, di cui circa 40 possono essere considerati noti. Oltre alla sua località tipo, la "Miniera di Seula", il minerale è stato trovato sempre in Italia anche nel comune di Cuasso al Monte (Lombardia) e nei pressi di Agrano (Omegna) in Piemonte. Un'altra ubicazione sul Petit Mont Blanc in Val Veny (Val d'Aosta) è ancora in discussione.
Degno di nota per gli straordinari ritrovamenti di bazzite è Tørdal nel comune norvegese di Drangedal, dove sono stati trovati cristalli lunghi fino a due centimetri.
In Germania, il minerale è stato trovato nella cava di Steinerleinbach vicino a Röhrnbach, vicino a Saldenburg-Matzersdorf e Tittling-Stützersdorf in Baviera, nonché sul Firstenstein vicino a Königshain, nel tunnel dell'autostrada Bundesautobahn 4 vicino a Thiemendorf e nella cava di Neuland vicino a Döbschütz in Sassonia.
In Austria, la bazzite è stata finora trovata solo nella Großer Fleißtal in Carinzia. In Svizzera, il minerale si trova nell'Oberaarsee nel Canton Berna, a Tujetsch (Canton Grigioni), in diverse località del massiccio del San Gottardo in Canton Ticino, nell'Etzlital e vicino a Gurtnellen nel Canton Uri, e in diverse località del Canton Vallese.
Altre località si trovano in Francia, Giappone, Kazakistan, Russia e Stati Uniti.

## Forma in cui si presenta in natura
La bazzite di solito sviluppa cristalli traslucidi, da prismatici a colonnari fino a circa 2 cm di lunghezza con un habitus esagonale, ma anche aggregati minerali radiali di colore da azzurro a blu scuro con colore a linee bianche. Con una durezza Mohs compresa tra 6,5 e 7, la bazzite è uno dei minerali duri che, in modo simile al quarzo minerale di riferimento (durezza 7), è in grado di graffiare il semplice vetro di una finestra.